# Enrico Cuccia
Enrico Cuccia (ur. 24 listopada 1907 w Rzymie, zm. 23 czerwca 2000 w Mediolanie) – włoski bankier, założyciel i wieloletni prezes Mediobanca. Z narodowości Arboresz.
Był jednym z najbogatszych ludzi we Włoszech, uważany jest za ojca kapitalizmu we Włoszech.

## Życiorys
Po ukończeniu studiów prawniczych w 1930 roku pracował w Istituto per la Ricostruzione Industriale, następnie w Banku Włoch. W 1937 roku został wysłany do Włoskiej Afryki Wschodniej.
Z jego inicjatywy dnia 10 kwietnia 1946 roku powstał bank Mediobanca, którego Cuccia został dyrektorem. W latach 80. zrezygnował z pełnionej przez siebie funkcji, jego następcą został Antonio Maccanico.
Zmarł 23 czerwca 2000 roku w Mediolanie, został pochowany w miejscowości Meina. Rok później jego ciało zostało skradzione z trumny.
Jego imieniem nazwano plac w Mediolanie.

## Odznaczenia
- Wielki Oficer Orderu Zasługi Republiki Włoskiej (1957)[9]
- Kawaler Krzyża Wielkiego Orderu Zasługi Republiki Włoskiej (1966)[10]

## Życie prywatne
Był żonaty, miał syna Beniamina oraz dwie córki.